# Romero Jucá Filho
Romero Jucá Filho (Recife, 30 de noviembre de 1954) es un economista y político brasileño,que ejerció como senador por el estado de Roraima, hasta febrero de 2019, al no ser reelecto en los comicios de octubre de 2018. Fue ministro de Planejamento, Orçamento e Gestão de Brasil en el gobierno del presidente interino Michel Temer, pero la divulgación de una grabación con el político José Sérgio de Oliveira Machado, publicada por la Folha de S.Paulo, en la que Jucá sugiere un "pacto" para cerrar la Operación Lava Jato y trama un golpe contra Dilma Rousseff, acabó con su carrera ministerial en mayo de 2016.
Está afiliado al PMDB.

## Biografía
Romero Jucá Filho nació en Recife, capital de Pernambuco, el 30 de noviembre de 1954. Era hijo de Romero Regueira Jucá Rego Lima y de Helga Ferraz Jucá Rego Lima. Estudió Economía en la Universidad Católica de Pernambuco e hizo el posgrado en ingeniería económica. Su primera esposa, Teresa Surita, fue alcaldesa de Boa Vista, capital de Roraima. En 2015 se casó con la economista Rosilene Brito.

## Trayectoria
Inició su carrera política en Pernambuco. En 1988 se trasladó a Roraima para ocupar el cargo de gobernador del llamado Território Federal de Roraima. |A los pocos meses se convirtió en el primer gobernador del recién creado Estado.  También fue ministro de la Seguridad Social (Previdência Social) del gobierno de Lula en 2005, y fue el primer gobernador de Roraima una vez establecida la Constitución brasileña de 1988. Se mantuvo en el cargo hasta 1991. Se presentó a las elecciones a las gobernación en 2006, pero fue derrotado ampliamente por Ottomar Pinto, al conseguir solo un 30% de los votos válidos.
En mayo de 2016 ocupó brevemente el cargo de ministro de Planeamiento durante el gobierno del presidente interino Michel Temer.
En agosto de 2017, la Fiscalía General de Brasil presentó una denuncia por corrupción contra él.